# 长城乡 (阳高县)
长城乡，是中华人民共和国山西省大同市阳高县下辖的一个乡镇级行政单位。

## 行政区划
长城乡下辖以下地区：
二十六村、镇边堡村、大二对营村、范家窑村、罗岭村、十九梁村、十墩村、堡子湾村和镇宏堡村。